# Amazonesia
Genre
Amazonesia est un genre d'opilions eupnois de la famille des Sclerosomatidae.

## Distribution
Les espèces de ce genre sont endémiques de l'Amazonas au Brésil.

## Liste des espèces
Selon World Catalogue of Opiliones (06/05/2021) :
- Amazonesia pulchra Soares, 1970
- Amazonesia quadriprocessigera Soares, 1970

## Publication originale
- Soares, 1970 : « Novas espécies de opiliões da Região Amazônica (Opiliones, Cosmetidae, Gonyleptidae, Phalangiidae, Stygnidae). » Revista Brasileira de Biologia, vol. 30, no 3, p. 323–338.